# Liste des députés du Doubs
 (mai 2025).
Cet article dresse la liste des députés élus dans le Doubs depuis le Premier Empire.

## VeRépublique(1958-)

### XVIIelégislature(2024–)

| Circonscription     | Député             | Parti | Parti | Suppléant            | Autre mandat                     |
| ------------------- | ------------------ | ----- | ----- | -------------------- | -------------------------------- |
| 1re circonscription | Laurent Croizier   |       | MoDem | Jean-Paul Michaud    | Conseiller municipal de Besançon |
| 2e circonscription  | Dominique Voynet   |       | LÉ    | Antony Poulin        |                                  |
| 3e circonscription  | Matthieu Bloch     |       | UDR   | Quentin Touzalin     |                                  |
| 4e circonscription  | Géraldine Grangier |       | RN    | Jacques Ricciardetti |                                  |
| 5e circonscription  | Annie Genevard     |       | LR    | Éric Liégeon         |                                  |

### XVIelégislature(2022–2024)

| Circonscription     | Député             | Parti | Parti    | Suppléant        | Autre mandat                     |
| ------------------- | ------------------ | ----- | -------- | ---------------- | -------------------------------- |
| 1re circonscription | Laurent Croizier   |       | MoDem    | Laurence Cornier | Conseiller municipal de Besançon |
| 2e circonscription  | Éric Alauzet       |       | REM      | Michèle De Wilde |                                  |
| 3e circonscription  | Nicolas Pacquot    |       | Horizons | Laure Thiebaut   |                                  |
| 4e circonscription  | Géraldine Grangier |       | RN       | Jacques Denis    |                                  |
| 5e circonscription  | Annie Genevard     |       | LR       | Éric Liégeon     |                                  |

### XVelégislature(2017–2022)

| Circonscription     | Député            | Parti | Parti | Suppléant         | Autre mandat                                      |
| ------------------- | ----------------- | ----- | ----- | ----------------- | ------------------------------------------------- |
| 1re circonscription | Fannette Charvier |       | REM   | Arnaud Grosperrin |                                                   |
| 2e circonscription  | Éric Alauzet      |       | REM   | Michèle De Wilde  | Conseiller municipal de Besançon                  |
| 3e circonscription  | Denis Sommer      |       | REM   | Laure Thiebaut    | Maire de Grand-Charmont (2001-2017)               |
| 4e circonscription  | Frédéric Barbier  |       | REM   | Martine Voidey    | Conseiller départemental du Canton de Valentigney |
| 5e circonscription  | Annie Genevard    |       | LR    | Éric Liégeon      | Maire de Morteau (2002-2017)                      |

### XIVelégislature(2012-2017)

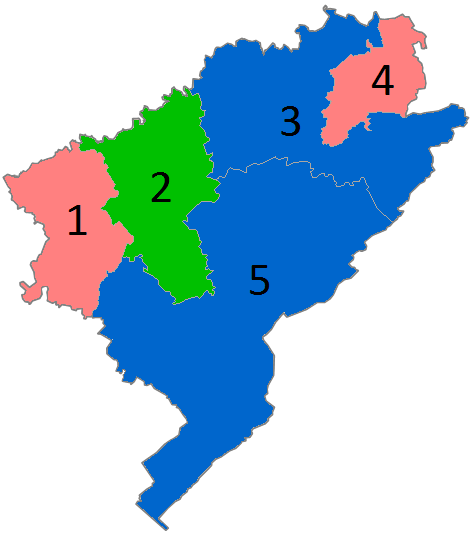
Élections législatives de 2012 dans le Doubs.

| Circonscription     | Identité                                              | Parti | À partir du     | Jusqu'au        | Note       |
| ------------------- | ----------------------------------------------------- | ----- | --------------- | --------------- | ---------- |
| 1re circonscription | Barbara Romagnan (suppléant : Gérard Galliot)         | PS    | 20 juin 2012    | 20 juin 2017    |            |
| 2e circonscription  | Éric Alauzet (suppléante : Michèle Besançon-De Wilde) | EELV  | 20 juin 2012    | 20 juin 2017    |            |
| 3e circonscription  | Marcel Bonnot (suppléante : Magalie Lambert-Pretot)   | UMP   | 20 juin 2012    | 20 juin 2017    |            |
| 4e circonscription  | Pierre Moscovici                                      | PS    | 20 juin 2012    | 21 juillet 2012 | Gvt        |
| 4e circonscription  | Frédéric Barbier (suppléant)                          | PS    | 22 juillet 2012 | 2 mai 2014      |            |
| 4e circonscription  | Pierre Moscovici                                      | PS    | 3 mai 2014      | 31 octobre 2014 | Comm. Euro |
| 4e circonscription  | Frédéric Barbier                                      | PS    | 10 février 2015 | 20 juin 2017    | Partielle  |
| 5e circonscription  | Annie Genevard (suppléant : Éric Liégeon)             | UMP   | 20 juin 2012    | 20 juin 2017    |            |

### XIIIelégislature(2007-2012)

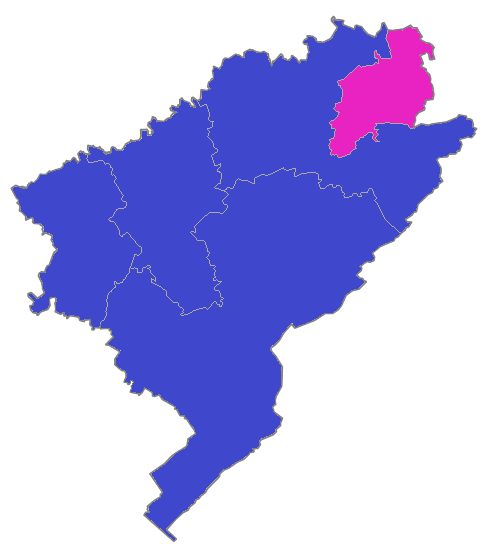
Élections législatives de 2007 dans le Doubs.

| Circonscription     | Identité                                               | Parti | À partir du  | Jusqu'au     | Note |
| ------------------- | ------------------------------------------------------ | ----- | ------------ | ------------ | --- |
| 1re circonscription | Françoise Branget (suppléant : Pascal Routhier)        | UMP   | 20 juin 2007 | 19 juin 2012 | |
| 2e circonscription  | Jacques Grosperrin (suppléant : Jean-François Longeot) | UMP   | 20 juin 2007 | 19 juin 2012 | |
| 3e circonscription  | Marcel Bonnot (suppléante : Christine Bouquin)         | UMP   | 20 juin 2007 | 19 juin 2012 | |
| 4e circonscription  | Pierre Moscovici                                       | PS    | 20 juin 2007 | 16 juin 2012 | Martial Bourquin, suppléant, lui succède du 17 au 19 juin 2012, après sa nomination dans le gouvernement Ayrault I. |
| 5e circonscription  | Jean-Marie Binetruy (suppléante : Nathalie Bertin)     | UMP   | 20 juin 2007 | 19 juin 2012 | |

### XIIelégislature(2002-2007)

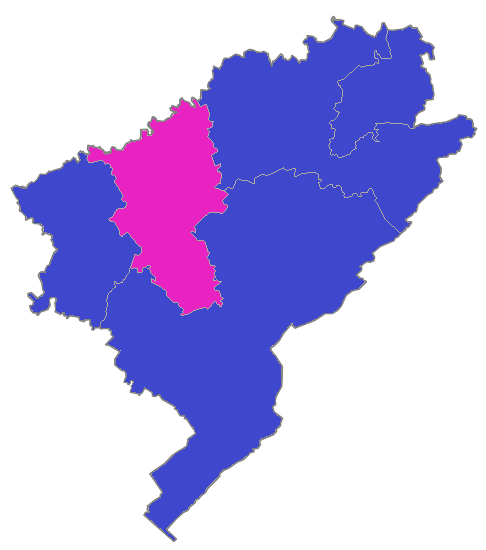
Élections législatives de 2002 dans le Doubs.

| Circonscription     | Identité                                                    | Parti        | À partir du  | Jusqu'au     | Note |
| ------------------- | ----------------------------------------------------------- | ------------ | ------------ | ------------ | ---- |
| 1re circonscription | Claude Girard                                               | RPR puis UMP | 19 juin 2002 | 28 mars 2004 | Dcs  |
| 1re circonscription | Françoise Branget (suppléante)                              | RPR puis UMP | 29 mars 2004 | 19 juin 2007 |      |
| 2e circonscription  | Paulette Guinchard-Kunstler (suppléant : Michel Bourgeois)  | PS           | 19 juin 2002 | 19 juin 2007 |      |
| 3e circonscription  | Marcel Bonnot (suppléante : Christine Bouquin)              | UDF puis UMP | 19 juin 2002 | 19 juin 2007 |      |
| 4e circonscription  | Irène Tharin (suppléant : Pierre-Olivier Favre)             | DVD puis UMP | 19 juin 2002 | 19 juin 2007 |      |
| 5e circonscription  | Jean-Marie Binetruy (suppléante : Nathalie Oeggerli-Bertin) | RPR puis UMP | 19 juin 2002 | 19 juin 2007 |      |

### XIelégislature(1997-2002)

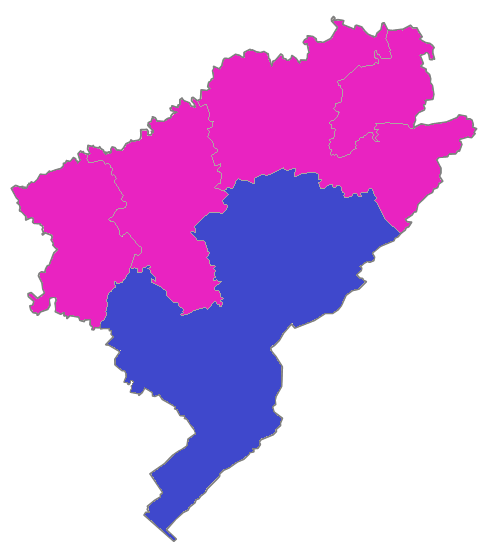
Élections législatives de 1997 dans le Doubs.

| Circonscription     | Identité                                               | Parti | À partir du    | Jusqu'au       | Note |
| ------------------- | ------------------------------------------------------ | ----- | -------------- | -------------- | ---- |
| 1re circonscription | Jean-Louis Fousseret (suppléante : Geneviève Vacheret) | PS    | 1er juin 1997  | 18 juin 2002   |      |
| 2e circonscription  | Paulette Guinchard-Kunstler                            | PS    | 1er juin 1997  | 28 avril 2001  | Gvt  |
| 2e circonscription  | Michel Bourgeois (suppléant)                           | PS    | 29 avril 2001  | 18 juin 2002   |      |
| 3e circonscription  | Joseph Parrenin (suppléant : Jacques Hélias)           | PS    | 1er juin 1997  | 18 juin 2002   |      |
| 4e circonscription  | Pierre Moscovici                                       | PS    | 1er juin 1997  | 4 juillet 1997 | Gvt  |
| 4e circonscription  | Joseph Tyrode (suppléant)                              | PS    | 5 juillet 1997 | 18 juin 2002   |      |
| 5e circonscription  | Roland Vuillaume (suppléant : Jean-Marie Binetruy)     | RPR   | 1er juin 1997  | 18 juin 2002   |      |

### Xelégislature(1993-1997)

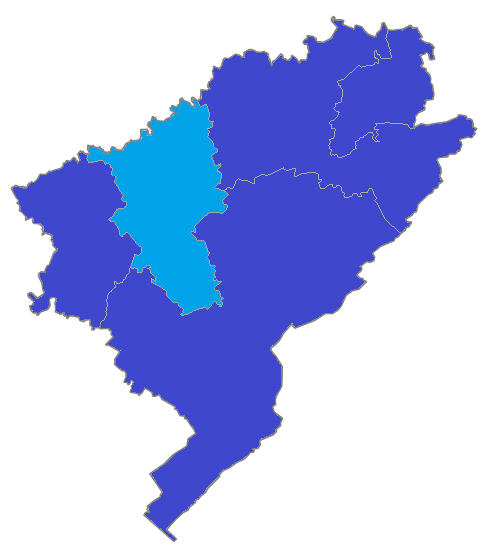
Élections législatives de 1993 dans le Doubs.

| Circonscription     | Identité                                     | Parti | À partir du  | Jusqu'au      | Note |
| ------------------- | -------------------------------------------- | ----- | ------------ | ------------- | ---- |
| 1re circonscription | Claude Girard (suppléant : Hervé Tabournot)  | RPR   | 2 avril 1993 | 21 avril 1997 |      |
| 2e circonscription  | Michel Jacquemin (suppléant : Denis Juif)    | UDF   | 2 avril 1993 | 21 avril 1997 |      |
| 3e circonscription  | Monique Rousseau (suppléant : René Gouverne) | RPR   | 2 avril 1993 | 21 avril 1997 |      |
| 4e circonscription  | Jean Geney (suppléant : Pierre Pracht, UDF)  | RPR   | 2 avril 1993 | 21 avril 1997 |      |
| 5e circonscription  | Roland Vuillaume (suppléant : Pierre Cheval) | RPR   | 2 avril 1993 | 21 avril 1997 |      |

### IXelégislature(1988-1993)

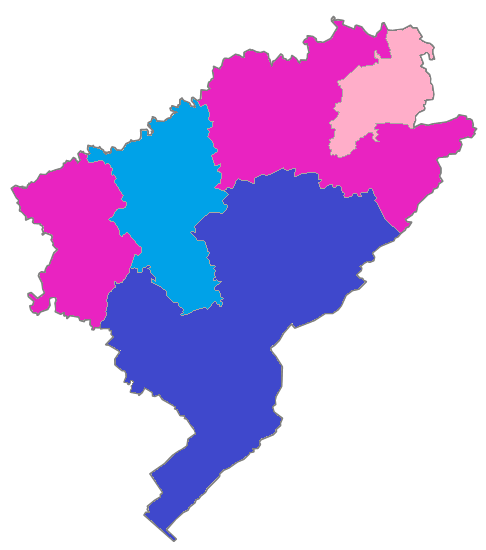
Élections législatives de 1988 dans le Doubs.

| Circonscription     | Identité                                              | Parti | À partir du  | Jusqu'au       | Note |
| ------------------- | ----------------------------------------------------- | ----- | ------------ | -------------- | ---- |
| 1re circonscription | Robert Schwint (suppléant : Bernard Porteret)         | PS    | 23 juin 1988 | 1er avril 1993 |      |
| 2e circonscription  | Michel Jacquemin (suppléant : Georges Mailley)        | CDS   | 23 juin 1988 | 1er avril 1993 |      |
| 3e circonscription  | Guy Bêche (suppléant : Joseph Parrenin)               | PS    | 23 juin 1988 | 1er avril 1993 |      |
| 4e circonscription  | Huguette Bouchardeau (suppléant : Georges Massacrier) | DVG   | 23 juin 1988 | 1er avril 1993 |      |
| 5e circonscription  | Roland Vuillaume (suppléant : Auguste Vernerey)       | RPR   | 23 juin 1988 | 1er avril 1993 |      |

### VIIIelégislature(1986-1988)
5 députés élus à la proportionnelle:
- Guy Bêche (PS)
- Huguette Bouchardeau (DVG)
- Michel Jacquemin (UDF)
- Gérard Kuster (RPR)
- Roland Vuillaume (RPR)

### VIIelégislature(1981-1986)
| Circonscription     | Identité                                        | Parti | À partir du    | Jusqu'au       | Note |
| ------------------- | ----------------------------------------------- | ----- | -------------- | -------------- | ---- |
| 1re circonscription | Joseph Pinard (suppléante : Geneviève Vacheret) | PS    | 2 juillet 1981 | 1er avril 1986 |      |
| 2e circonscription  | Guy Bêche (suppléant : Jean-Louis Desroches)    | PS    | 2 juillet 1981 | 1er avril 1986 |      |
| 3e circonscription  | Roland Vuillaume (suppléant : Auguste Vernerey) | RPR   | 2 juillet 1981 | 1er avril 1986 |      |

### VIelégislature(1978-1981)
| Circonscription     | Identité                                        | Parti | À partir du      | Jusqu'au          | Note |
| ------------------- | ----------------------------------------------- | ----- | ---------------- | ----------------- | ---- |
| 1re circonscription | Raymond Tourrain (suppléant : Gilbert Brenet)   | RPR   | 3 avril 1978     | 22 mai 1981       |      |
| 2e circonscription  | Guy Bêche (suppléant d'André Boulloche, décédé) | PS    | 3 avril 1978     | 22 mai 1981       |      |
| 3e circonscription  | Edgar Faure (suppléant : Christian Genevard)    | RPR   | 3 avril 1978     | 28 septembre 1980 | Snt  |
| 3e circonscription  | Roland Vuillaume                                | RPR   | 30 novembre 1980 | 22 mai 1981       |      |

### Velégislature(1973-1978)
| Circonscription     | Identité                                     | Parti   | À partir du  | Jusqu'au     | Note |
| ------------------- | -------------------------------------------- | ------- | ------------ | ------------ | ---- |
| 1re circonscription | Jacques Weinman                              | UDR     | 2 avril 1973 | 7 mai 1977   | Dcs  |
| 1re circonscription | Georges Bolard (suppléant)                   | UDR     | 8 mai 1977   | 2 avril 1978 |      |
| 2e circonscription  | André Boulloche                              | PS      | 2 avril 1973 | 16 mars 1978 | Dcs  |
| 2e circonscription  | Marcel Domon (suppléant)                     | PS      | 17 mars 1978 | 2 avril 1978 |      |
| 3e circonscription  | Edgar Faure (suppléant : Christian Genevard) | app.UDR | 2 avril 1973 | 2 avril 1978 |      |

### IVelégislature(1968-1973)
| Circonscription     | Identité                                   | Parti   | À partir du     | Jusqu'au          | Note |
| ------------------- | ------------------------------------------ | ------- | --------------- | ----------------- | ---- |
| 1re circonscription | Jacques Weinman (suppléant : Eugène Pouet) | UDR     | 11 juillet 1968 | 1er avril 1973    |      |
| 2e circonscription  | André Boulloche (suppléant : Marcel Domon) | SFIO    | 11 juillet 1968 | 1er avril 1973    |      |
| 3e circonscription  | Edgar Faure                                | app.UDR | 11 juillet 1968 | 12 août 1968      | Gvt  |
| 3e circonscription  | Christian Genevard (suppléant)             | UDR     | 13 août 1968    | 16 septembre 1969 | Dem  |
| 3e circonscription  | Edgar Faure                                | UDR     | 21 octobre 1969 | 6 août 1972       | Gvt  |
| 3e circonscription  | Christian Genevard                         | UDR     | 7 août 1972     | 1er avril 1973    |      |

### IIIelégislature(1967-1968)
| Circonscription     | Identité                                   | Parti   | À partir du  | Jusqu'au    | Note |
| ------------------- | ------------------------------------------ | ------- | ------------ | ----------- | ---- |
| 1re circonscription | Jacques Weinman (suppléant : Eugène Pouet) | UD-Ve   | 3 avril 1967 | 30 mai 1968 |      |
| 2e circonscription  | André Boulloche (suppléant : Marcel Domon) | SFIO    | 3 avril 1967 | 30 mai 1968 |      |
| 3e circonscription  | Edgar Faure                                | app.UDR | 3 avril 1967 | 7 mai 1967  | Gvt  |
| 3e circonscription  | Louis Maillot (suppléant)                  | UDR     | 8 mai 1967   | 30 mai 1968 |      |

### IIelégislature(1962-1967)
| Circonscription     | Identité                                      | Parti   | À partir du     | Jusqu'au     | Note |
| ------------------- | --------------------------------------------- | ------- | --------------- | ------------ | ---- |
| 1re circonscription | Jacques Weinman (suppléant : Eugène Pouet)    | UNR-UDT | 6 décembre 1962 | 2 avril 1967 |      |
| 2e circonscription  | Georges Becker (suppléant : Gustave Huguenin) | UNR-UDT | 6 décembre 1962 | 2 avril 1967 |      |
| 3e circonscription  | Louis Maillot (suppléant : Albert Gauthier)   | UNR-UDT | 6 décembre 1962 | 2 avril 1967 |      |

### Irelégislature(1958-1962)
| Circonscription     | Identité                                      | Parti | À partir du     | Jusqu'au       | Note |
| ------------------- | --------------------------------------------- | ----- | --------------- | -------------- | ---- |
| 1re circonscription | Jacques Weinman (suppléant : Eugène Pouet)    | UNR   | 9 décembre 1958 | 9 octobre 1962 |      |
| 2e circonscription  | Georges Becker (suppléant : Gustave Huguenin) | UNR   | 9 décembre 1958 | 9 octobre 1962 |      |
| 3e circonscription  | Louis Maillot (suppléant : Albert Gauthier)   | UNR   | 9 décembre 1958 | 9 octobre 1962 |      |

## GPRF etIVeRépublique(1945-1958)

### Troisième législature (janvier 1956-mai 1958)
- Auguste Joubert, républicain indépendant, conseiller municipal de Besançon et conseiller général
- Jean Minjoz, SFIO, maire de Besançon
- Louis Garnier, PCF
- Roland de Moustier, républicain indépendant, président du conseil général

### Deuxième législature (juin 1951-décembre 1955)
- Auguste Joubert, républicain indépendant, conseiller municipal de Besançon et conseiller général
- Jean Minjoz, SFIO, maire de Besançon
- Roland de Moustier, républicain indépendant, président du conseil général
- Marcel Prélot, RPF

### Première législature (novembre 1946-juin 1951)
- Auguste Joubert, PRL, conseiller municipal de Besançon et conseiller général
- Émile Lambert, MRP
- Jean Minjoz, SFIO, maire de Besançon
- Roland de Moustier, PRL, président du conseil général

### Deuxième Assemblée constituante (juin 1946-novembre 1946)
- Émile Lambert, MRP
- Jean Minjoz, SFIO, maire de Besançon
- Roland de Moustier, PRL, président du conseil général
- Léon Nicod, PCF

### Première Assemblée constituante (octobre 1945-juin 1946)
- Auguste Joubert, PRL
- Jean Minjoz, SFIO, maire de Besançon
- Roland de Moustier, PRL, président du conseil général
- Léon Nicod, PCF

## IIIeRépublique(1871-1940)
Source : Louis Mairry, Le département du Doubs sous la IIIe République, Besançon, Cêtre, 1992.

### 1936-1940
- Besançon I : Louis Biétrix (Indépendant d'union républicaine et nationale)

- Besançon II : Pierre Baudouin-Bugnet  (Gauche démocratique et radicale indépendante)

- Baume-les-Dames : Léonel de Moustier (Républicain indépendant et d'action sociale)

- Montbéliard : François Peugeot (Gauche démocratique et radicale indépendante)

- Pontarlier : Fernand Claudet (Républicain indépendant et d'action sociale)

### 1932-1936
- Besançon I : Julien Durand (Parti républicain radical et radical-socialiste)

- Besançon II : Pierre Baudouin-Bugnet (non inscrit)

- Baume-les-Dames : Léonel de Moustier (Groupe républicain et social)

- Montbéliard : René Rücklin (SFIO)

- Pontarlier : Georges Pernot (Union républicaine et démocratique)

### 1928-1932
Les élections législatives furent au scrutin d'arrondissement majoritaire à deux tours de 1928 à 1936.
- Besançon I : Julien Durand (Parti républicain radical et radical-socialiste)

- Besançon II : Pierre Baudouin-Bugnet (Action démocratique et sociale)

- Baume-les-Dames : Léonel de Moustier (Union républicaine et démocratique)

- Montbéliard : René Rücklin (SFIO)

- Pontarlier : Georges Pernot (Union républicaine démocratique)

Source : Élections législatives 22-29 avril 1928 de Georges Lachapelle - https://gallica.bnf.fr/ark:/12148/bpt6k320439r.texteImage#

### 1924-1928
Les élections législatives de 1924 furent organisées au scrutin proportionnel de liste. Elles marquèrent au niveau national national la victoire du "Cartel des gauches".
scrutin de liste départemental
liste du Cartel des gauches
- Adolphe Girod, Parti radical et radical-socialiste, Vice-Président du Conseil général
- Julien Durand, Parti radical et radical-socialiste, Conseiller général
- Roger Perronne, Parti radical et radical-socialiste, Conseiller général

liste d'Union Nationale républicaine du Doubs
- Georges Pernot, Union républicaine démocratique, Conseiller municipal de Besançon

Source : Barodet sur le site de l'Assemblée Nationale - https://bibnum.sciencespo.fr/s/catalogue/ark:/46513/sc16m1m0#?c=&m=&s=&cv=

### 1919-1924
Les élections législatives de 1919 furent organisées au scrutin proportionnel de liste. Elles marquèrent au niveau national la victoire du "Bloc national" de centre-droit.
Liste d'entente républicaine démocratique et libérale
- Antoine Saillard, Entente républicaine démocratique
- René de Moustier, Entente républicaine démocratique
- Alfred Maire, Entente républicaine démocratique
- René Caron, Entente républicaine démocratique

Liste d'Union démocratique pour le relèvement national dans l'ordre et le progrès social
- Adolphe Girod, Parti radical et radical-socialiste

Source : Barodet sur le site de l'Assemblée Nationale - https://bibnum.sciencespo.fr/s/catalogue/ark:/46513/sc16m2kz#?c=&m=&s=&cv=

### 1914-1919
- Besançon I : Maurice Bernard, Gauche radicale

- Besançon II : Albert Metin, décédé le 15 août 1918 (non remplacé), Radical socialiste

- Baume-les-Dames : René de Moustier, Fédération républicaine (droite)

- Montbéliard : Marc Réville, Gauche radicale

- Pontarlier : Adolphe Girod, Radical-socialiste

Sources : Journal Le Temps du 28 avril et du 12 mai 1914 sur Gallica - ,.

### 1910-1914
- Besançon I : Charles Beauquier, Radical socialiste

- Besançon II : Albert Métin, Radical socialiste

- Baume-les-Dames : René de Moustier, Républicain progressiste

- Montbéliard : Marc Réville, Gauche radicale

- Pontarlier : Adolphe Girod, Gauche radicale

Sources : Journal Le Temps du 24 avril et du 8 mai 1910 sur Gallica - ,.

### 1906-1910
- Besançon I : Charles Beauquier, Radical Socialiste

- Besançon II : Léon Janet, Radical, décédé le 29 octobre 1909, et remplacé par Albert Métin, Radical Socialiste, élu le 12 décembre 1909

- Baume-les-Dames : René de Moustier, Républicain Progressiste

- Montbéliard : Marc Réville, Radical

- Pontarlier : Adolphe Girod, Républicain (Gauche radicale)

Sources : Journal Le Temps du 6 et du 22 mai 1906 sur Gallica - ,.

### 1902-1906
- Besançon I : Charles Beauquier, Radical socialiste

- Besançon II : Léon Janet, Radical

- Baume-les-Dames : René de Moustier, Républicain

- Montbéliard : Charles Borne, Radical socialiste, élu sénateur et remplacé le 24 mai 1903 par Marc Réville, Républicain (Gauche radicale)

- Pontarlier : Georges Grosjean, Nationaliste

Source : journal Le Temps du 29 avril et du 13 mai 1902 sur Gallica,.

### 1898-1902
- Besançon I : Charles Beauquier, Radical

- Besançon II : Charles Tramu, Radical Socialiste

- Baume-les-Dames : René de Moustier, Républicain

- Montbéliard : Charles Borne, Radical

- Pontarlier : Maurice Ordinaire, Républicain

Source : journal Le Temps du 10 mai et du 24 mai 1898 sur Gallica,.

### 1893-1898
- Besançon I : Charles Beauquier, Radical

- Besançon II : Joseph de Jouffroy d'Abbans, Républicain

- Baume-les-Dames : René de Moustier, Républicain

- Montbéliard : Jules Viette, Radical, décédé en cours de mandat et remplacé le 29 avril 1894 par Jean Huguet, Républicain progressiste

- Pontarlier : Dionys Ordinaire, Républicain, décédé en cours de mandat et remplacé le 20 décembre 1896 par Philippe Grenier, Républicain

Source : journal Le Temps du 22 août et du 5 septembre 1893 sur Gallica,.

### 1889-1893
- Besançon I : Charles Beauquier, Radical

- Besançon II : Joseph de Jouffroy d'Abbans, Républicain

- Baume-les-Dames : René de Moustier, Républicain

- Montbéliard : Jules Viette, Radical

- Pontarlier : Dionys Ordinaire, Républicain

Source : journal Le Temps du 24 septembre et du 8 octobre 1889 sur Gallica,.

### 1885-1889
scrutin de liste départemental
- la liste de « conciliation républicaine » est élue en entier :
- Jules Viette, Républicain progressiste
- Jean Bernard, Gauche radicale
- Dionys Ordinaire, Union républicaine
- Jules Gros, Républicain
- Charles Beauquier, Républicain

### 1881-1885
Besançon I : Charles Beauquier
Besançon II : Félix Gaudy
Baume-les-Dames : Jean Bernard
Montbéliard : Jules Viette
Pontarlier : Dionys Ordinaire

### 1877-1881
Besançon I : Albert Grévy, élu sénateur et remplacé le 25 avril 1880 par Charles Beauquier
Besançon II : Félix Gaudy
Baume-les-Dames : Alexandre Estignard, invalidé et remplacé le 3 mars 1878 par Jean Bernard
Montbéliard : Jules Viette
Pontarlier : Gustave Colin, décédé en cours de mandat et remplacé le 26 décembre 1880 par Dionys Ordinaire

### 1876-1877
Besançon I : Albert Grévy qui bat le défenseur de Besançon en 1870, Henri-Marius Rolland
Besançon II : Félix Gaudy
Baume-les-Dames : Alexandre Estignard, orléaniste
Montbéliard : Jules Viette
Pontarlier : Gustave Colin

### Assemblée nationale (1871-1876)
scrutin de liste départemental
– la liste « Paix et Union » est élue en entier :
- Albert Grévy, républicain, frère de Jules Grévy
- Adolphe Thiers[15], qui opte pour le département de la Seine et est remplacé le 2 juillet 1871 par Louis-Joseph Fernier
- Werner de Mérode, qui opte pour le département du Nord et est remplacé le 2 juillet 1871 par Pierre Denfert-Rochereau, qui opte pour le département de la Charente-Inférieure et est remplacé le 7 janvier 1872 par Félix Gaudy, républicain
- Charles de Vaulchier, légitimiste
- Pierre-Frédéric Mettetal, orléaniste

## Second Empire (1852-1870)

### Corps législatif (1869-1870)
Besançon : Édouard Ordinaire, républicain radical
Montbéliard-Pontarlier : Pierre-Célestin Latour-Dumoulin, membre du tiers parti

### Corps législatif (1863-1869)
Besançon : Adrien Duchesne de Gillevoisin, marquis de Conegliano, candidat officiel du gouvernement
Montbéliard-Pontarlier : Pierre-Célestin Latour-Dumoulin

### Corps législatif (1857-1863)
Besançon : Adrien Duchesne de Gillevoisin, marquis de Conegliano, candidat officiel du gouvernement
Montbéliard-Pontarlier : Pierre-Célestin Latour-Dumoulin, candidat officiel du gouvernement

### Corps législatif (1852-1857)
Besançon : Charles de Montalembert, candidat officiel du gouvernement
Montbéliard-Pontarlier : Auguste Demesmay, décédé en cours de mandat et remplacé le 4 décembre 1853 par Pierre-Célestin Latour-Dumoulin, candidat officiel du gouvernement

## IIeRépublique(1848-1852)

### Assemblée législative (1849-1851)
- Auguste Demesmay
- Achille Baraguey d'Hilliers, général
- Charles de Montalembert
- Jacques Alexandre Bixio
- Léonel de Moustier (1817-1869)
- Victor Pidoux

### Assemblée constituante (1848-1849)
- Auguste Demesmay
- Achille Baraguey d'Hilliers, général
- Jacques Alexandre Bixio
- César Convers
- Victor Mauvais
- Charles-Laurent Tanchard
- Charles de Montalembert

## Monarchie de Juillet (1830-1848)

### 1846-1848
- Auguste Demesmay
- César Convers
- Werner de Mérode
- Désiré Véjux
- Charles-Louis Clément

### 1842-1846
- Auguste Demesmay
- Désiré Véjux
- Charles-Louis Clément
- Georges Tourangin démissionne en 1845, remplacé par Auguste Napoléon Parandier
- Jean-Baptiste Maurice décédé en 1844, remplacé par César-Emmanuel-Flavien Henrion de Staal de Magnoncour

### 1839-1842
- Désiré Véjux
- Charles-Louis Clément
- Théodore Jouffroy
- César-Emmanuel-Flavien Henrion de Staal de Magnoncour
- Georges Tourangin

### 1837-1839
- Désiré Véjux
- Charles-Louis Clément
- Théodore Jouffroy
- César-Emmanuel-Flavien Henrion de Staal de Magnoncour
- Georges Tourangin

### 1834-1837
- Désiré Véjux
- Charles-Louis Clément
- Théodore Jouffroy
- César-Emmanuel-Flavien Henrion de Staal de Magnoncour
- Auguste-Joseph-Donat de Blondeau, qui démissionne le 1er juillet 1836, remplacé par Georges Tourangin

### 1831-1834
- Charles-Louis Clément
- Théodore Jouffroy
- Désiré-Adrien Gréa
- Louis, Joseph, Xavier, Ferdinand Bourqueney
- Auguste-Joseph-Donat de Blondeau

### 1830-1831
- Antoine-François-Alexis Droz
- Charles-Louis Clément
- Victor Grillet
- Désiré-Adrien Gréa
- Joseph Augustin Bouchot

## Seconde Restauration(1815-1830)

### 1830
- Charles-Louis Clément
- Marie, Antoine, Charles, Suzanne de Terrier de Santans

### 1827-1830
- Charles-Louis Clément
- Marie, Antoine, Charles, Suzanne de Terrier de Santans
- Jean-Baptiste Bourgon de Foucherans
- Désiré-Adrien Gréa
- Marcel Jacquot de Mercey

### 1824-1827
- Clément-Édouard de Moustier
- Marie, Antoine, Charles, Suzanne de Terrier de Santans
- Marie-Bénigne-Ferréol-Xavier de Chifflet d'Orchamps
- Jean Louis Emonin

### 1820-1824
- Charles-Louis Clément
- Marie, Antoine, Charles, Suzanne de Terrier de Santans
- Marie-Bénigne-Ferréol-Xavier de Chifflet d'Orchamps
- Jean de Courvoisier

### 1816-1820
- Jean de Courvoisier
- Pierre-Georges de Scey-Montbéliard

### 1815-1816
- Marie-Bénigne-Ferréol-Xavier de Chifflet d'Orchamps
- Pierre-Georges de Scey-Montbéliard

## Cent-Jours(1815)
- Étienne François Philippe Demesmay
- Charles Louis Just Bryon
- Jean-Baptiste Tanchard
- Michel Pierre Clerc
- Joseph Louvot

## Première Restauration(1814-1815)
- Charles-Louis Clément

## Premier Empire
- Alexandre François Bruneteau de Sainte Suzanne (29 thermidor an XII : 17 août 1804)
- Charles-Louis Clément (10 août 1810)
- Claude Marie Joseph Jeannot de Moncey (10 août 1810 - 1815)
- Pierre Grappe
- Justin Girod-Chantrans

## Révolution française

### Conseil des Cinq-Cents
- Jean-Baptiste Quirot
- Philippe-Charles-François Seguin
- Pierre Grappe
- Pierre-Joseph Briot
- Jean-Baptiste Couchery
- Jean-Baptiste Michaud
- Alexandre Besson
- Joseph Louvot
- Jacques Monnot

### Convention nationale
- Jean-Baptiste Quirot
- Jean-Baptiste Michaud
- Philippe-Charles-François Seguin
- Jacques Monnot
- Charles-Baptiste-François Vernerey
- Alexandre Besson

### Assemblée législative de 1791-1792
- Jean-François Voisard
- Jean-Baptiste Michaud
- Alexandre Besson
- Charles-Baptiste-François Vernerey
- Pierre Bouvenot
- Jacques Monnot